# Oberaargau (district)
Verwaltungskreis Oberaargau is een district in het kanton Bern met hoofdplaats Wangen an der Aare. Het district omvat 47 gemeenten op 330,86 km².

## Geschiedenis
Bij de herindeling van het kanton Bern in 2010 is het district gevormd uit de voormalige districten Aarwangen en Wangen en deel van het voormalige district Trachselwald.

## Gemeenten
De volgende gemeenten maken deel uit van het district.
| Wapen                    | Gemeentenaam             | Inwoners (x) | Oppervlakte (km²) |
| ------------------------ | ------------------------ | ------------ | ----------------- |
| Aarwangen                | Aarwangen                | 4.253        | 9,87              |
| Attiswil                 | Attiswil                 | 1.374        | 7,64              |
| Auswil                   | Auswil                   | 460          | 4,63              |
| Bannwil                  | Bannwil                  | 691          | 4,79              |
| Berken                   | Berken                   | 43           | 1,38              |
| Bettenhausen             | Bettenhausen             | 679          | 3,95              |
| Bleienbach               | Bleienbach               | 661          | 5,71              |
| Busswil bei Melchnau     | Busswil bei Melchnau     | 194          | 2,87              |
| Eriswil                  | Eriswil                  | 1.386        | 11,32             |
| Farnern                  | Farnern                  | 208          | 3,70              |
| Gondiswil                | Gondiswil                | 745          | 9,39              |
| Graben                   | Graben                   | 317          | 3,16              |
| Heimenhausen             | Heimenhausen             | 1.021        | 5,85              |
| Hermiswil                | Hermiswil                | 93           | 1,04              |
| Herzogenbuchsee          | Herzogenbuchsee          | 6.979        | 9,83              |
| Huttwil                  | Huttwil                  | 4.702        | 17,28             |
| Inkwil                   | Inkwil                   | 622          | 3,36              |
| Langenthal               | Langenthal               | 15.291       | 17,25             |
| Lotzwil                  | Lotzwil                  | 2.468        | 6,18              |
| Madiswil                 | Madiswil                 | 3.161        | 23,19             |
| Melchnau                 | Melchnau                 | 1.525        | 10,30             |
| Niederbipp               | Niederbipp               | 4.371        | 17,37             |
| Niederönz                | Niederönz                | 1.548        | 2,80              |
| Oberbipp                 | Oberbipp                 | 1.642        | 8,48              |
| Obersteckholz            | Obersteckholz            | 424          | 3,90              |
| Ochlenberg               | Ochlenberg               | 587          | 12,13             |
| Oeschenbach              | Oeschenbach              | 237          | 3,90              |
| Reisiswil                | Reisiswil                | 193          | 2,00              |
| Roggwil                  | Roggwil (BE)             | 3.862        | 7,80              |
| Rohrbach                 | Rohrbach                 | 1.402        | 4,07              |
| Rohrbachgraben           | Rohrbachgraben           | 409          | 6,48              |
| Rumisberg                | Rumisberg                | 471          | 5,16              |
| Rütschelen               | Rütschelen               | 566          | 3,98              |
| Schwarzhäusern           | Schwarzhäusern           | 501          | 3,79              |
| Seeberg                  | Seeberg                  | 1.423        | 15,74             |
| Thörigen                 | Thörigen                 | 1.046        | 4,52              |
| Thunstetten              | Thunstetten              | 42.929       | 9,65              |
| Ursenbach                | Ursenbach                | 907          | 9,13              |
| Walliswil bei Niederbipp | Walliswil bei Niederbipp | 217          | 1,48              |
| Walliswil bei Wangen     | Walliswil bei Wangen     | 580          | 3,06              |
| Walterswil               | Walterswil (BE)          | 543          | 7,89              |
| Wangen an der Aare       | Wangen an der Aare       | 2.156        | 5,23              |
| Wangenried               | Wangenried               | 409          | 2,93              |
| Wiedlisbach              | Wiedlisbach              | 2.181        | 7,47              |
| Wolfisberg               | Wolfisberg               | 181          | 2,42              |
| Wynau                    | Wynau                    | 1.559        | 5,08              |
| Wyssachen                | Wyssachen                | 1.154        | 11,71             |
|                          | Totaal (47)              | x            | 330,86            |

## Bestuurlijke herindelingen

### Gemeenten
- 2011: Kleindietwil, Leimiswil en Madiswil → Madiswil
- 2011: Bettenhausen en Bollodingen → Bettenhausen

Bern-Mittelland · Biel/Bienne · Emmental · Frutigen-Niedersimmental · Interlaken-Oberhasli · Jura bernois · Oberaargau · Obersimmental-Saanen · Seeland · Thun